# Tetraloniella holli
Tetraloniella holli är en biart som först beskrevs av Johann Dietrich Alfken 1914.  Tetraloniella holli ingår i släktet Tetraloniella och familjen långtungebin. Inga underarter finns listade i Catalogue of Life.